# 朱由朽
榮憲王朱由朽（？—？），是榮端王朱常溒嫡第二子，明朝第二次封第五代榮王。朱由朽於萬曆三十年（1602年）受封榮世孫，萬曆四十四年（1616年）改封榮世子，但他在何年襲封榮王則不詳。他在位年份史未載，在何年過世史也未載，諡號憲，後來由其嫡長子朱慈炤嗣位。2017年在四川省眉山市彭山區江口張獻忠沉船寶藏中出水萬曆年間冊封其夫人吳氏為榮世子夫人的金冊。根據冊文得以糾正《明史》誤書其名為由枵。